# متحف العالية
متحف العالية؛ هو متحف تاريخي أسسه محمد بن محسن الدغريري في قرية الدغارير بمحافظة أحد المسارحة في منطقة جازان الواقعة جنوب المملكة العربية السعودية. يحتوي المتحف على قطع وأدوات تراثية جمعها "محمد بن محسن الدغريري" كما يضم المتحف غرفتين صغيرتين غير متسلسلة بتاريخ زمني ومليئة بمجموعة من القطع المتنوعة مثل أواني حجرية وفخارية وأطباق وبعض كسر الفخار والدلال والفناجين والمزهريات وأدوات الزراعة والرعي والحدادة وبعض الأدوات الحديثة نسبيًا مثل الراديو والتليفون والتلفاز وغيرها. كما تم تعليق بعض القطع الاثرية على الجدران مثل السيوف والخناجير والجنابي التراثية والقلائد التراثية والمشغولات الحرفية والنسائية من أمشطه وقوارير عطور و حلي من الفضة ومباخر ومجامر متنوعة.
يوجد بالمتحف بندقية يقدر عمرها أكثر من 500 عام و سيف بنقوش تعود لما قبل الإسلام بالإضافة إلى سيف آخر عمره 500 عام قد كتب عليه أسماء الله الحسنى.